# Glod (Dâmbovița)
Glod é um vilarejo da Romênia situado na comuna romena de Moroeni, no distrito de Dâmbovița. Possui uma população era de 1.723 habitantes segundo o censo de 2011.
O vilarejo ganhou notoriedade em 2006, quando foi um dos locais de filmagem do filme Borat! Cultural Learnings of America for Make Benefit Glorious Nation of Kazakhstan, representando a fictícia vila cazaque de Kuzcek. Para as gravações, os moradores receberiam 18,79 leus romenos (4 dólares) por aparição e seriam informados de que o filme seria um documentário que tratava das dificuldades da zona rural. De acordo com a 20th Century Fox, a natureza cômica era óbvia devido à inclusão de cenas consideradas "absurdas", como uma vaca morando na casa de Borat, o protagonista do filme. A empresa informou que a produção e o ator Sacha Baron Cohen doaram 5 mil dólares, pagaram uma taxa de localização e compraram computadores, material escolar e comercial para os moradores.

## Ações dos figurantes
Os habitantes de Glod entraram com uma ação legal contra os produtores de Borat, por acreditarem que foram enganados sobre a natureza das filmagens e que teriam sido retratados como "incestuosos e ignorantes". Dois deles (Nicolae Todorache e Spiridon Ciorbea, que viveu Mukhtar Sakanov - um trocadilho com Mukhtar Shakhanov), contrataram o advogado Ed Fagan para processar os produtores do filme, mas o processo foi rejeitado pela juíza distrital Loretta A. Preska em uma audiência no início de dezembro, sob a alegação de que as acusações eram "muito vagas e nebulosas".